# La Croix-Saint-Leufroy
La Croix-Saint-Leufroy település Franciaországban, Eure megyében. Lakosainak száma 1108 fő (2018. január 1.). La Croix-Saint-Leufroy Écardenville-sur-Eure és Fontaine-Heudebourg községekkel határos.

## Népesség
A település népességének változása:
| Lakosok száma | 665  | 667  | 683  | 723  | 931  | 1068 | 1078 | 2572 | 1035 | 1108 |
|               | 1962 | 1968 | 1975 | 1990 | 1999 | 2008 | 2013 | 2016 | 2017 | 2018 |